# 溪武蟹属
溪武蟹属（学名：Rhithropanopeus）为武蟹科的一个属。属名来源于Rhithro（“河流、溪流的”）+ Panopea（潘诺佩亚，海仙女中的全视女神）。

## 下属物种
本属包括以下物种：
- 哈氏溪武蟹 Rhithropanopeus harrisii (Gould, 1841)